# 管州 (唐朝)
管州，中国唐朝时设置的州。
武德四年（621年）以楼烦郡改置，治所在静乐县（今属山西省）。五年改名曰北管州，六年省。金朝天德三年（1151年）复置管州，治所仍在静乐县。辖境相当今静乐县。元朝时，省静乐县入管州。明朝洪武三年（1370年）省州置静乐县。 